# Belegering van Huete
De Belegering van Huete was een militaire confrontatie in juli 1172 tussen de Almohaden en het koninkrijk Castilië om de controle over de stad Wabda, het huidige Huete.
Notabelen uit Murcia overtuigden de Almohadische kalief Abu Yaqub Yusuf ervan Wabda te belegeren, dat onlangs opnieuw was bevolkt en een bedreiging vormde voor Cuenca en Sharq Al-Andalus. Abu Yaqub Yusuf accepteerde het voorstel en verliet Sevilla in de richting van Wabda. Onderweg nam hij Vilches en Alcaraz in en door de vlakte van Albacete verscheen hij in juli 1172 voor Wabda, dat hij belegerde. Het beleg was echter een mislukking vanwege het gebrek aan strijdlust van zijn troepen. Toen uiteindelijk een Castiliaans leger naderde, trokken de Almohaden zich terug richting Cuenca, Xàtiva, Elche en Orihuela tot Murcia, waar het leger werd verspreid. Vervolgens tekenden Abu Yaqub Yusuf en Alfons VIII van Castilië een wapenstilstand voor zeven jaar.